# Limited Liability Company
Limited Liability Company (LLC) eller Corporation är en bolagsform som finns i flera amerikanska delstater. Bolagsformen är extremt flexibel och kan beskrivas som en hybrid mellan ett svenskt aktiebolag och ett handelsbolag.